# Tomosvaryella epichalca
Tomosvaryella epichalca är en tvåvingeart som först beskrevs av Perkins 1905.  Tomosvaryella epichalca ingår i släktet Tomosvaryella och familjen ögonflugor. Inga underarter finns listade i Catalogue of Life.